# Can Pozuelo
Can Pozuelo és una casa de la Jonquera (Alt Empordà) inclosa a l'Inventari del Patrimoni Arquitectònic de Catalunya.

## Descripció
És un edifici entre mitgeres situat a pocs metres del centre del poble. És una casa de planta baixa i dos pisos, cadascun dels quals amb tres obertures de diferents dimensions. La porta d'accés a l'habitatge és en arc rebaixat, a diferència de la resta d'obertures de la casa que són rectangulars. Totes aquestes obertures estan emmarcades per carreus de grans dimensions perfectament tallats. Aquests carreus destaquen respecte la resta de la façana, ja que està arremolinada i no podem veure el paredat original.